# Neovermilia falcigera
Neovermilia falcigera är en ringmaskart som först beskrevs av Louis Roule 1898.  Neovermilia falcigera ingår i släktet Neovermilia och familjen Serpulidae. Inga underarter finns listade i Catalogue of Life.